# Ursula K. Le Guinová
Ursula Kroeber Le Guinová (21. října 1929, Berkeley, Kalifornie – 22. ledna 2018, Portland, Oregon), byla americká spisovatelka. I když psala romány, poezii, knížky pro děti a eseje, nejznámější jsou její romány a povídky z oblasti science fiction a fantasy. V češtině je nejoblíbenější její cyklus příběhů ze Zeměmoří, nejuznávanějším dílem však je román Levá ruka tmy. Je považována za jednoho z nejlepších spisovatelů fantastických žánrů. Obdržela několik cen, kromě cen Hugo a Nebula také Gandalf Grand Master v 1979 a Damon Knight Memorial Grand Master Award v roce 2003. Známá je propracovaností svých děl a svými sondami do oblastí taoismu, anarchismu, feminismu, psychologie a sociologie. Neopomenutelnou součástí jejích děl je vyhýbání se antropocentrismu, vytvořené cizí kultury jí však sloužily ke sdělení informací o kultuře naší.

## Životopis
Narodila se v roce 1929 jako Ursula Kroeberová v rodině antropologa Alfreda Kroebera a spisovatelky Theodory Kroeberové. Otec se zabýval původními obyvateli Ameriky, matka psala knihy pro děti a stejně jako manžel se věnovala antropologii.
Ursula již ve svých jedenácti letech poslala svůj první příběh do magazínu Astounding Science Fiction, byla však odmítnuta. Absolvovala v roce 1952 na Columbia University ze středověké romantické literatury. Ve studiích pokračovala ve Francii, kde potkala svého manžela, historika Charlese Alfreda Le Guina. Svatbu měli dva dny před Štědrým dnem roku 1953. I poté si ponechala ve jméně písmeno K jako Kroeber. Od roku 1958 žije v Oregonu ve státě Portland a má tři děti: Elisabeth, Caroline a Theodore.
Její první knihy pojednávaly o imaginárních krajinách. První uveřejněnou prací byla v roce 1962 povídka April in Paris, prvním románem byl Rocannonův svět z roku 1966 následovaný dílem Planeta exilu (také 1966), oba z cyklu Hain (Ekumen).

## Dílo
Dílo americké spisovatelky Ursuly K. Le Guinové je zaměřeno proti ignorantství, její postavy disponují tolerancí a snaží se porozumět neznámému prostředí. Protože jde o velmi plodnou autorku, je následující seznam neúplný.

### Zeměmoří

#### Romány
- Čaroděj Zeměmoří (A Wizard of Earthsea, 1968, česky – 1. vydání nakladatelství AF 167 roku 1993, 2. vydání nakladatelství Triton roku 2003)
- Hrobky Atuánu (The Tombs of Atuan, 1971, česky – 1. vydání nakladatelství AF 167 roku 1994, 2. vydání nakladatelství Triton roku 2003)
- Nejvzdálenější pobřeží (The Farthest Shore, 1972, česky – 1. vydání nakladatelství AF 167 roku 1995, 2. vydání nakladatelství Triton roku 2003)
- Tehanu: Poslední kniha Zeměmoří (Tehanu: The Last Book of Earthsea, 1990, česky – 1. vydání nakladatelství AF 167 roku 1997, 2. vydání nakladatelství Triton roku 2004)
- Jiný vítr (The Other Wind, 2001 česky nakladatelství Triton roku 2005)
- Velká Kniha Zeměmoří (The Books of Earthsea: The Complete Illustrated Edition, 2018, omnibus), česky 1. vydání (ilustrované) v nakladatelství Argo a Triton roku 2023), vyšlo ve dvou svazcích.

#### Povídky
- Slovo, jež odpoutává (The Word of Unbinding, 1975 – v The Wind's Twelve Quarters, česky nakladatelství Argo a Triton 2023 - součást sbírky Velká kniha Zeměmoří, svazek druhý)
- Moc jmen (The Rule of Names, 1975 – v The Wind's Twelve Quarters, česky nakladatelství Argo a Triton 2023 - součást sbírky Velká kniha Zeměmoří, svazek druhý)
- Dcera Odrenu (The Daughter of Odren, 2014 – v The Wind's Twelve Quarters, česky nakladatelství Argo a Triton 2023 - součást sbírky Velká kniha Zeměmoří, svazek druhý)
- Zář ohně (Firelight, 2018 – v The Wind's Twelve Quarters, česky nakladatelství Argo a Triton 2023 - součást sbírky Velká kniha Zeměmoří, svazek druhý)
- Příběhy ze Zeměmoří (Tales from Earthsea, 2001, česky nakladatelství Triton roku 2003) – sbírka pěti povídek: Dračinka, Hledač, Kosti země, Na Vysokých blatech, Temná Růže a Diamant

### cyklus Hain (Ekumen)

#### Romány
- Rocannonův svět, Laser-books 1992 (Rocannon's World, 1966)
- Planeta exilu, (Planet of Exile, 1966) – v roce 1988 vydáno slovensky nakladatelstvím Smena jako antologie společně se dvěma dalšími příběhy (Dvojníci v čase od Boba Shawa a Muž, ktorý spadol na Zem od Waltera Tevise) pod názvem Planéta exilu.[2]
- City of Illusions, 1967 (česky dosud nevyšlo)
- Levá ruka tmy, Argo-Panda 1995 (The Left Hand of Darkness, 1969)
- Vyděděnec, Laser-books 1995 (The Dispossessed: An Ambiguous Utopia, 1974)
- Svět je les, les je svět, (The Word for World is Forest, 1976) – původně novela z roku 1972
- Vyprávění, Gnóm! 2016 (The Telling, 2000)

#### Povídky
- Four Ways to Forgiveness, 1995 – sbírka čtyř povídek: Betrayals, Forgiveness Day, A Man of the People, A Woman's Liberation

### Kroniky Západního pobřeží
- Dary
- Hlasy
- Síly

### Orsinia
- Příběhy z Orsinie, (Orsinian Tales, 1976) – sbírka povídek
- Malafrena, 1979

### Jiné fantastické romány
- Smrtonosné sny, Ivo Železný 1994 (The Lathe of Heaven, 1971)
- The Eye of the Heron, 1982
- Always Coming Home, 1985
- Powers, 2008

### Sbírky povídek
- The Wind's Twelve Quarters, 1975)
- The Compass Rose, 1982
- Buffalo Gals, and Other Animal Presences, 1987)
- Searoad, 1991
- A Fisherman of the Inland Sea, 1994
- Unlocking the Air and Other Stories, 1996
- The Birthday of the World, 2002
- Changing Planes, 2003
- Gwilanina harfa a jiné povídky 2020[3]

### Knihy pro děti

#### The Catwings Collection
- Catwings, 1988
- Catwings Return, 1989
- Wonderful Alexander and the Catwings, 1994
- Jane on Her Own, 1999
- souhrnné vydání Křídlokočky 2024[4]

#### Jiné
- Very Far Away from Anywhere Else, 1976
- Leese Webster, 1979
- Solomon Leviathan's Nine Hundred and Thirty-First Trip Around the World, 1984
- A Visit from Dr. Katz, 1988
- Fire and Stone, 1989
- Fish Soup, 1992
- A Ride on the Red Mare's Back, 1992
- Tom Mouse, 2002

### Nefantastická díla

#### Próza
- Jazyk noci, (The Language of the Night, 1979) – eseje o psaní fantasy a sci-fi
- Tanec na okraji světa, (Dancing at the Edge of the World, 1989) – eseje o psaní fantasy a sci-fi
- Zeměmoří novýma očima: Děti, ženy, muži a draci (Earthsea Revisioned: Childern, Women, Men, and Dragons, v roce 1992 jako přednáška na semináři Oddělené světy v Anglii, v roce 1993 vydáno tiskem, česky in Velká kniha Zeměmoří, svazek druhý, 2023, Argo/Triton)
- Steering the Craft, 1998 – o spisovatelství
- The Wave in the Mind, 2004
- Proč číst fantasy, jak to, že zvířata v knížkách mluví, a odkdy se Američané bojí draků 2009[5]

#### Poezie
- Wild Oats and Fireweed, 1988
- Going Out with Peacocks and Other Poems, 1994

## Ocenění
| - Cena Hugo (celkem 5) - 1970 – román – Levá ruka tmy - 1973 – novela – The Word for World is Forest - 1974 – povídka – The Ones Who Walk Away from Omelas - 1975 – román – Vyděděnec - 1988 – noveleta – Buffalo Gals, Won't You Come Out Tonight - Cena Nebula (celkem 6) - 1970 – román – Levá ruka tmy - 1975 – román – The Day Before the Revolution - 1975 – román – Vyděděnec - 1991 – román – Tehanu - 1996 – noveleta – Solitude - 2008 – román – Powers - Cena Locus - 1972 – román – Smrtonosné sny - 1975 – román – The Day Before the Revolution - 1975 – román – Vyděděnec - 1976 – noveleta – The New Atlantis - 1976 – sbírka – The Wind's Twelve Quarters - 1983 – sbírka – The Compass Rose - 1983 – povídka – Sur - 1991 – fantasy román – Tehanu - 1996 – sbírka – Four Ways to Forgiveness - 1997 – noveleta – Mountain Ways - 2001 – noveleta – The Birthday of the World - 2001 – SF román – The Telling - 2002 – povídka – The Bones of the Earth - 2002 – novela – The Finder - 2002 – sbírka – Tales from Earthsea - 2003 – noveleta – The Wild Girls - 2004 – sbírka – Changing Planes - World Fantasy Award (celkem 2 + za životní přínos) - 1988 – novela – Buffalo Gals, Won't You Come Out Tonight - 1995 – životní přínos - 2002 – román – The Other Wind | - Cena Jupiter (celkem 3) - 1975 – povídka – The Day Before the Revolution - 1975 – román – Vyděděnec - 1977 – noveleta – The Diary of the Rose - Cena Ditmar (celkem 1) - 1986 – sbírka povídek – The Compass Rose - Cena Sturgeon (celkem 1) - 1995 – novela – Forgiveness Day - Forry Award (celkem 1) - 1988 – za celoživotní dílo - Cena Prometheus (celkem 1) - 1993 – román – Vyděděnec - Cena Imaginaire (celkem 1) - 2007 – sbírka – Four Ways to Forgiveness - Cena Rhysling (celkem 1) - 1982 – báseň – The Well of Baln - Cena Asimov's Reader Poll (celkem 3) - 1995 – novela – Forgiveness Day - 1996 – novela – A Woman's Liberation - 2003 – noveleta – The Wild Girls - Cena Gaylactic Spectrum (celkem 1) - 2003 – román – Levá ruka tmy - Cena Endeavour (celkem 2) - 2001 – román – The Telling - 2002 – sbírka povídek – Příběhy ze Zeměmoří - Cena Tiptree (celkem 3) - 1995 – noveleta – The Matter of Seggri - 1996 – román – Levá ruka tmy (Retro Tiptree) - 1997 – noveleta – Mountain Ways - Damon Knight Memorial Grand Master Award – 2003 - Cena Gandalf – 1979 |